# Siebel Si 204
Siebel Si 204 je bilo dvomotorno batnognano potniško/transportno letalo, ki so ga zasnovali v Nemčiji med 2. svetovno vojno. Zasnovan je bil na podlagi Siebela Fh 104. Glavni uporabnik naj bi bila Deutsche Luft Hansa (DLH), se je pa med vojno uporabljal kot vojaško letalo.

## Specifikacije (Si 204)
Splošne karakteristike
- Posadka: 1 ali 2 pilota
- Število sedežev: do 8 potnikov ali 1650 kg tovora
- Dolžina: 13,00 m (42 ft 8 in)
- Razpon kril: 21,33 m (70 ft 0 in)
- Višina: 4.,25 m (14 ft 0 in)
- Površina kril: 46 m² (495 ft²)
- Teža praznega letala: 3950 kg (8709 lb)
- Maks. vzletna teža: 5600 kg (12348 lb)
- Pogon letala: 2 ×  Argus As 411-A1, 441 kW (592 KM)  vsak

 Zmogljivost 
- Maks. hitrost: 364 km/h (228 mph)
- Doseg: 1400 km (875 milj)
- Višina leta: 6400 m (20992 ft)
- Hitrost vzpenjanja: 360 m/min (1181 ft/min)